# Elliottia racemosa
Elliottia racemosa, mit englischen Trivialnamen Georgia plume oder summer plume (plume = Feder, Fahne), ist eine Pflanzenart aus der Familie der Heidekrautgewächse. Sie kommt endemisch im US-Bundesstaat Georgia vor.

## Beschreibung
Elliottia racemosa ist ein selten vorkommender Strauch oder kleiner Baum. Die Blätter sind 3 in (76 mm) bis 4 in (ca. 100 mm) lang und 1 in (25 mm) bis 2 in (51 mm) breit. Sie hat weiße Blüten mit vier Kronblättern. Die Blüten reifen nach Bestäubung zu trockenen Früchten.
Der Strauch wurde 1775 von William Bartram entdeckt und gezeichnet. Von dem aus South Carolina stammenden Botaniker Stephen Elliott wurde er 1808 erneut entdeckt und beschrieben. Die Art gilt als gefährdet.

## Ökologie
Die Pflanze lebt in Habitaten mit feuchten Bach-Ufern, aber auch trockenen Graten, normalerweise in sandigem Boden. 

## Verbreitung

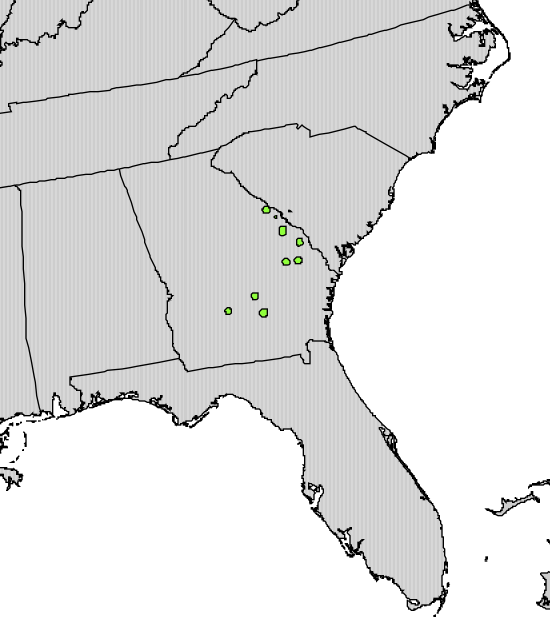
Natürliches Verbreitungsgebiet

E. racemosa kommt an verstreut liegenden Orten im östlichen und südlichen Georgia vor.